# كام جيجنديت
كام جيجنديت (بالإنجليزية: Cam Gigandet)‏ مواليد 16 أغسطس 1982 في تاكوما، واشنطن، الولايات المتحدة، هو ممثل أمريكي بدأ مسيرته الفنية عام 2003.

## الأعمال

### أفلام
- لا تتراجع
- الشفق
- ايزي ايه
- التجربة
- الحجرة
- في الدم
- السبعة الرائعون

### مسلسلات
- ذا أو سي (مسلسل) (الدور: كيفن فولشوك)
- سي اس آي:التحقيق في موقع الجريمة (الدور: مارك يونغ)

## روابط خارجية
- كام جيجنديت على موقع IMDb (الإنجليزية)
- كام جيجنديت على موقع روتن توميتوز (الإنجليزية)
- كام جيجنديت على موقع ألو سيني (الفرنسية)
- كام جيجنديت على موقع أول موفي (الإنجليزية)
- كام جيجنديت على موقع بوكس أوفيس موجو (الإنجليزية)
- كام جيجنديت على موقع قاعدة بيانات الأفلام السويدية (السويدية)
- كام جيجنديت على موقع إن إن دي بي (الإنجليزية)
- كام جيجنديت على موقع قاعدة بيانات الفيلم (الإنجليزية)
- كام جيجنديت على موقع كينوبويسك (الروسية)